# Đại học Aalto
Đại học Aalto (tiếng Phần Lan: Aalto-yliopisto, tiếng Thụy Điển: Aalto-universitetet) nằm tại trung tâm khu vực đô thị Helsinki, Phần Lan. Được thành lập vào năm 2010 từ sự hợp nhất của 3 trường đại học lớn: Đại Học Công nghệ Helsinki (thành lập năm 1849), Đại Học Kinh Tế Helsinki (thành lập năm 1904), và Đại Học Mỹ thuật và Thiết Kế Helsinki (thành lập năm 1871). Hiện nay, xu hướng liên kết chặt chẽ giữa các ngành khoa học, kinh tế và mỹ thuật nhằm thúc đẩy giáo dục và nghiên cứu đa ngành. Do đó trong năm 2010, chính phủ Phần Lan đã quyết định thành lập đại học Aalto với mục tiêu thúc đẩy sự sáng tạo, tự do học thuật.
Hiện nay trường đại bao gồm 6 trường thành phần, với khoảng 20.000 học sinh và 4,500 nhân viên, là đại học có quy mô lớn thứ 2 Phần Lan. Trụ sở chính của trường tọa lạc tại Otaniemi, Espoo, bao gồm các trường Kỹ thuật và chương trình cử nhân kinh tế. Những chương trình khác thuộc trường Kinh Tế được giảng dạy tại Töölö, Helsinki. Trường Mỹ thuật và Đồ Họa nằm tại Arabianranta (sẽ chuyển về Otaniemi vào năm 2017). Ngoài ra còn có một số cơ sở nằm ngoài Helsinki như ở Mikkeli, Pori và Vaasa.
Đại học Aalto thực hiện như một "showcase" cho các thử nghiệm cho các bậc học cao hơn của giáo dục Phần Lan. Các chương trình Aalto Desgin Factory, AppCampus, ADD LAB and Aalto Ventures Program gánh vác sứ mệnh của trường là chuyển đổi sang mô hình giáo dục đa ngành và đóng góp đáng kể vào các hoạt động khởi nghiệp tại Helsinki. Trong đó có hội Aaltoes hay hội Doanh nhân Aalto (Aalto Entrepreneurship Society), là cộng đồng doanh nhân sinh viên lớn nhất châu Âu, tổ chức chương trình Startup Sauna nhằm thúc đẩy các hoạt động khởi nghiệp, và đã nhận được các nguồn tài trợ tăng hơn 36 triệu USD từ năm 2010.
Trường đại học được đặt theo tên của nhà kiến trúc sư, thiết kế nổi tiếng người Phần Lan: Alvar Aalto. Ông cũng là một cựu sinh viên của trường Đại Học Kỹ thuật Helsinki, người có công lớn trong việc thiết kế đa số diện tích của trụ sở chính của trường đại học tại Otaniemi.

### Các trường trực thuộc
Từ năm 2011, đại học Aalto tổ chức thành 6 trường trực thuộc từ sự hợp nhất của 3 đại học trước. Mỗi trường bao gồm nhiều bộ môn và phòng thí nghiệm lẫn các đơn vị nghiên cứu.
- Trường Mỹ thuật, Thiết Kế và Kiến Trúc, School of Arts, Design and Architecture (Aalto ARTS)
- Trường Kỹ thuật Hóa Học, School of Chemical Technology (Aalto CHEM)
- Trường Kinh Tế, School of Business (Aalto BIZ)
- Trường Kỹ Sư Điện, School of Electrical Engineering (Aalto ELEC)
- Trường Kỹ thuật, School of Engineering (Aalto ENG)
- Trường Khoa Học, School of Science (Aalto SCI)

### Các đơn vị và viện
- Trung tâm Doanh nhân, Aalto Center for Entrepreneurship[5]
- Thư viện trường đại học
- Trường Đào tạo Quản trị cấp cao Đại học Aalto, Aalto University Executive Education (AEE)
- Các nhà máy, nơi liên kết giáo dục đa ngành:[6]
  - Design Factory
  - Media Factory[7]
  - Service Factory[8]
- Viện Khoa Học Aalto, Aalto Science Institute[9].
- Viện Công nghệ Thông tin Helsinki, Helsinki Institute for Information Technology (nghiên cứu chung với  University of Helsinki)
- Viện Vật Lý Helsinki, Helsinki Institute of Physics (hoạt động liên kết với University of Helsinki, University of Jyväskylä, Lappeenranta University of Technology vàTampere University of Technology)[10]

### Các cơ sở

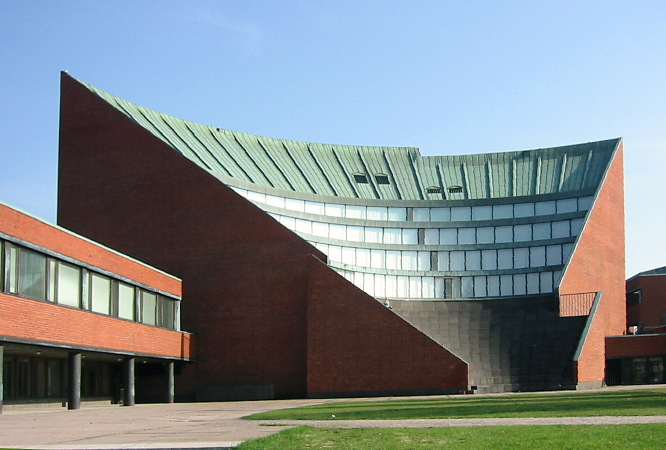
Tòa nhà chính tại cơ sở chính của trường tại Otaniemi

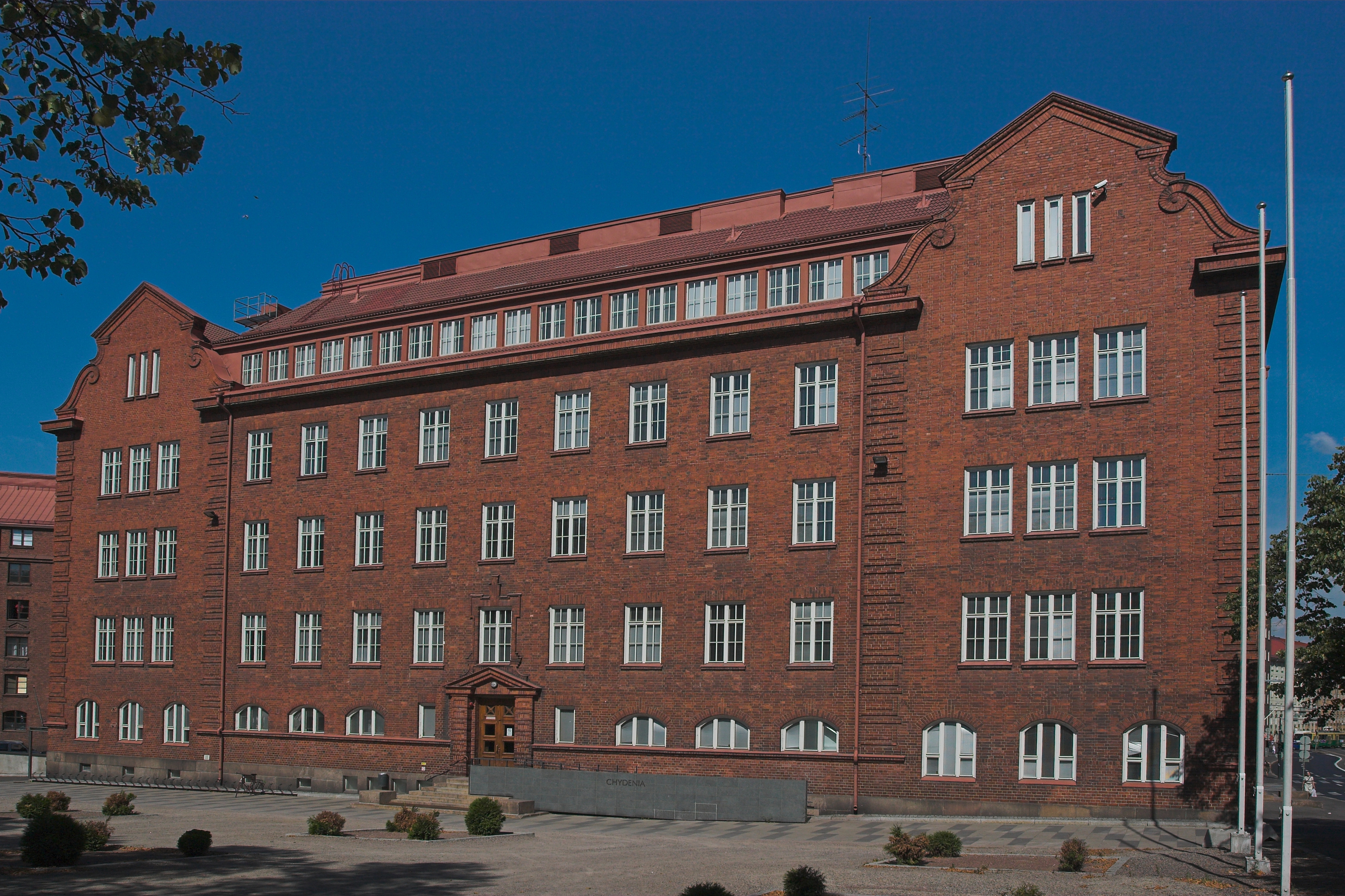
Trụ sở chính của trường Kinh Tế tại Helsinki